# 奈村信重
奈村 信重（なむら のぶしげ、生年不明 - 2022年1月4日）は、日本の実業家、馬主。

## 経歴
息子で、歯科医師の奈村睦弘が開業する歯科のサイト内のコラムによれば、70代になりくも膜下出血で倒れ半身不随となる。2014年の時点で車椅子を使用する状態であったことも確認されている。
2022年1月4日に死去。

## 馬主活動

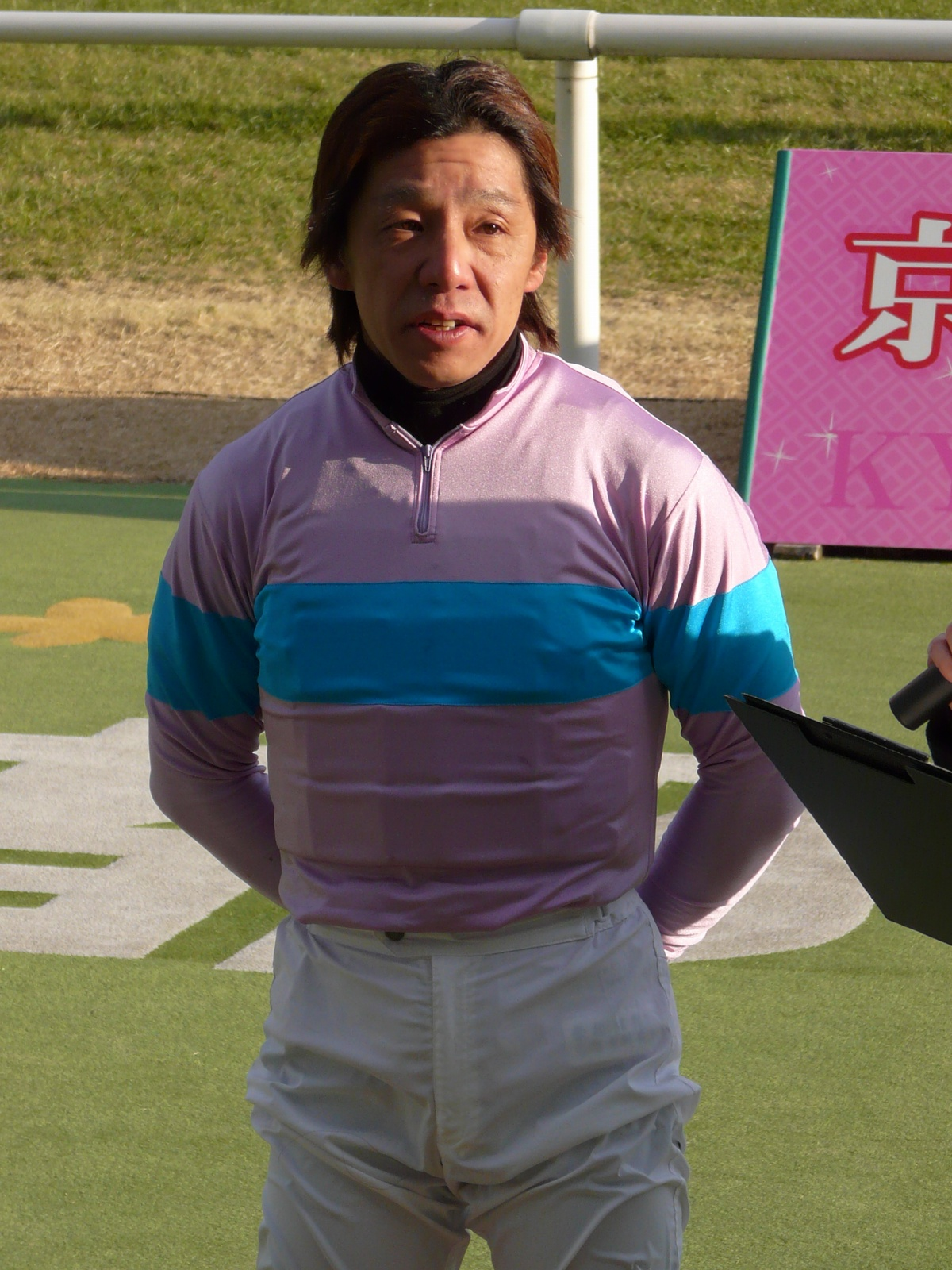
奈村の勝負服を着用した熊沢重文

日本中央競馬会（JRA）に登録していた馬主として知られた。勝負服の柄は薄紫、水色一文字、冠名は自身の姓より「ナムラ」を用いた。関連企業として一口馬主クラブの「ナムラホースクラブ」があったが現存していない。信重の没後は、元から馬主であった息子の奈村睦弘が所有馬を引き継いだ。

### 来歴
- 1968年 - 馬主資格取得[要出典]。
- 1972年 - シングンが金鯱賞を制し、重賞初勝利。

## 主な所有馬
- シングン（1972年金鯱賞、朝日チャレンジカップ）
- レイクファイア（1973年CBC賞）
- キャプテンナムラ（1978年阪神大賞典、菊花賞2着、1979年鳴尾記念）
- ナムラモノノフ（1989年阪神大賞典、1991年京都大障害・秋）
- ナムラコクオー（1993年ラジオたんぱ杯3歳ステークス、1994年シンザン記念、1994年NHK杯、1996年プロキオンステークス）
- グレイスナムラ（2001年京都牝馬ステークス）
- ナムラサンクス（2004年ダイヤモンドステークス）
- ナムラリュージュ（2005年阪神スプリングジャンプ）
- ナムラマース（2006年札幌2歳ステークス、2007年毎日杯）
- ナムラクレセント（2008年菊花賞3着、2011年阪神大賞典、天皇賞・春3着）
- ナムラタイタン（2011年武蔵野ステークス）
- ナムラビクター（2014年アンタレスステークス）

### 奈村睦弘の所有馬

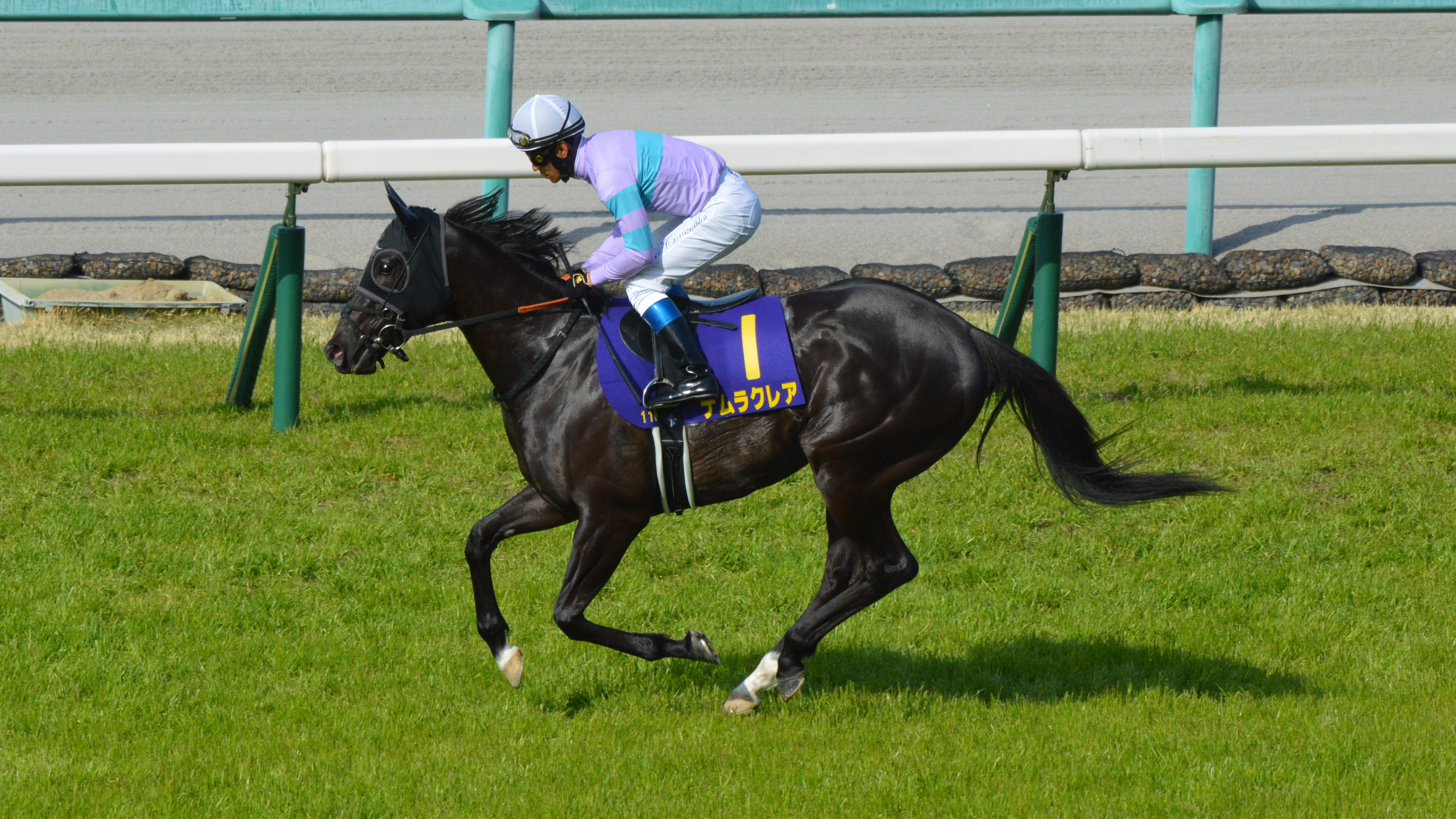
睦弘の勝負服を着用した浜中俊、騎乗馬ナムラクレア

勝負服の柄は薄紫、水色一本輪、袖水色二本輪、冠名は父と同様に「ナムラ」を用いる。
重賞競走優勝馬
- ナムラカメタロー（2020年佐賀記念）
- ナムラリコリス（2021年函館2歳ステークス）
- ナムラクレア（2021年小倉2歳ステークス、2022年函館スプリントステークス、2023年シルクロードステークス）

その他の所有馬
- ナムラアン（2016年都大路ステークス）